# 1993 BP3
1993 BP3 är en asteroid i huvudbältet som upptäcktes den 30 januari 1993 av de båda japanska astronomerna Takeshi Urata och Akira Natori vid JCPM Yakiimo Station.
Asteroiden har en diameter på ungefär 4 kilometer och den tillhör asteroidgruppen Phocaea.